# إريك جونستون
اريك جونستون (بالإنجليزية: Eric Johnstone)‏ (22 مارس 1943 في المملكة المتحدة - ) هو لاعب كرة قدم بريطاني في مركز جناح ‏. لعب مع نادي كارلايل يونايتد ونادي ساوث شيلدز ‏ وتولو تاون ‏ ودارلينجتون إف سى.